# 西坑

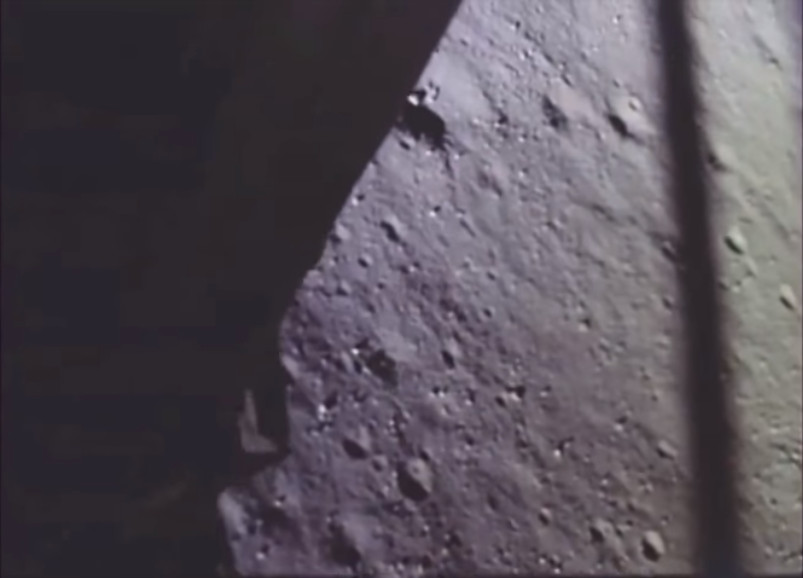
阿波罗11号“鹰号”登月舱降落到月表过程中看到的西坑和它北面的巨石喷射毯，西坑是最大的陨石坑，靠近顶部。从面朝西，位于月表上方约450英尺的登月舱中可部分看到它。

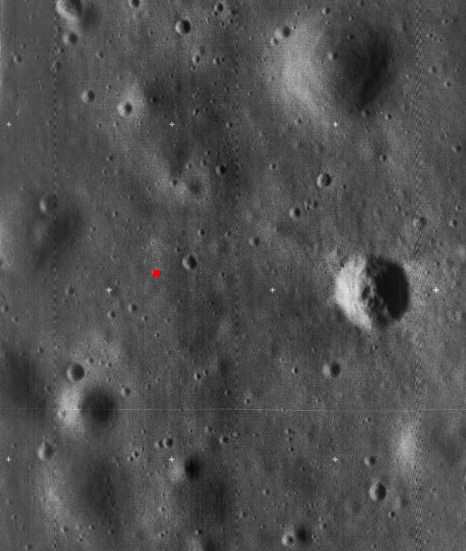
月球轨道器5号拍摄的照片，西坑位于右侧，红点处是阿波罗11号着陆点。

西坑（West）是月球静海中的一座小陨石坑，它位于被称为“静海基地”的阿波罗11号着陆点以东，其名称在1973年被国际天文联合会正式接受。
1969年7月20日，阿波罗11号宇航员尼尔·阿姆斯特朗和巴兹·奥尔德林乘坐阿波罗“鹰号”登月舱降落在西坑以西约550米处，在下降过程中，西坑是一个主要的地标。阿姆斯特朗曾说下降过程中需要避开西坑的喷出物-巨石场。